# 魯斯堡 (馬里蘭州)
魯斯堡（英語：Ruthsburg）是位於美國馬里蘭州安妮女王縣的一個非建制地區。

## 地理
魯斯堡所處的海拔為高於海平面20米（即66英呎），而該地所採用的時區為UTC-5，即北美东部時區（EST）。同時該地設有夏令時間，為UTC-5調快一小時，即UTC-4（EDT）。